# Brand management
Brand management, branding of  merkmanagement is een vorm van marketing, waarbij men door merken te ontwikkelen meerwaarde voor de onderneming wil realiseren. Een van de eerste bedrijven die branding introduceerde was Proctor & Gamble rond 1930.
Als vorm van marketing heeft branding uiteindelijk tot doel de verkoop en omzet van de onderneming te bevorderen. Adverteren is veelal gericht op de directe verkoop en wil de actuele vraag bevorderen. Branding werkt meer indirect. Het is gericht op zaken als het versterken van naamsbekendheid, het diversifiëren van het productaanbod onder een bepaald merk, en het bevorderen van de klantenbinding door bij bepaalde doelgroepen gericht met de merken te adverteren.

## Globale merken
Het Britse adviesbureau Interbrand's stelt jaarlijks een lijst op van de meest waardevolle merken in de wereld. 

### 2023
Ten opzichte van 2017 is de rangschikking weinig veranderd. Facebook en IBM vallen uit de nieuwe top-10, en zijn vervangen door Nike en BMW.

### 2017
In 2017 stonden de volgende tien bedrijven bovenaan: Apple, Google, Microsoft, Coca Cola, Amazon, Samsung, Toyota, Facebook, Mercedes-Benz en IBM.
| Rank | Logo | Merk          | Marktwaarde in miljoenen dollars |
| 1    |      | Apple         | $ 185.154                        |
| 2    |      | Google        | $ 141.703                        |
| 3    |      | Microsoft     | $ 79.999                         |
| 4    |      | Coca-Cola     | $ 69.733                         |
| 5    |      | Amazon        | $ 64.796                         |
| 6    |      | Samsung       | $ 56.249                         |
| 7    |      | Toyota        | $ 50.291                         |
| 8    |      | Facebook      | $ 48.188                         |
| 9    |      | Mercedes-Benz | $ 47.829                         |
| 10   |      | IBM           | $ 46.829                         |